# Lorabela davisi
Lorabela davisi is een slakkensoort uit de familie van de Mangeliidae. De wetenschappelijke naam van de soort is voor het eerst geldig gepubliceerd in 1916 door Hedley.